# Antonín Tonder

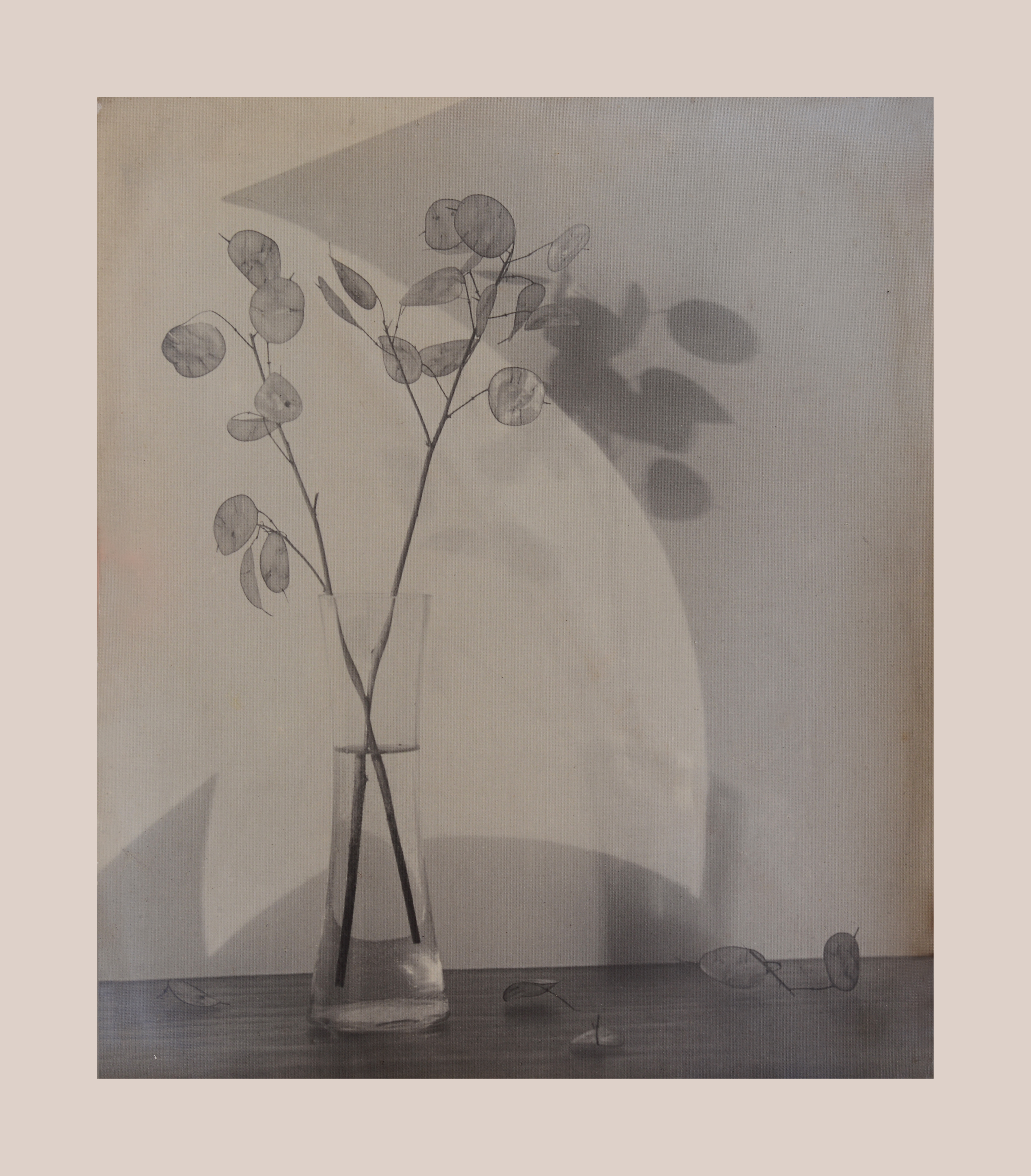
Antonín Tonder: Zátiší

Antonín Tonder (1. září 1888 Klášter Hradiště nad Jizerou – 9. červenec 1953 Praha) byl český fotograf. Patří mezi výrazné představitele puristického piktorealismu spolu s Jaromírem Funkem, Josefem Sudkem, Adolfem Schneebergerem, Jaroslavem Krupkou a Arnoštem Pikartem.

## Životopis
Antonín Tonder se narodil v Mnichově Hradišti. Jeho strýcem byl katolický kněz, provinciál augustiniánů, zemský poslanec, spisovatel Alipius Josef Tonder. Po absolvování obchodní akademie se odstěhoval do Prahy. Pracoval v textilní firmě Wolf a Schleim, kde se vypracoval od obchodního příručího až na funkci generálního ředitele. Dne 31. března 1913 se v Nuslích oženil s  Vlastou Janečkovou.  V době první světové války byl povolán do rakousko-uherské armády, účastnil se bojů v Tyrolích, kde byl zraněn.
Díky svému vzdělání a zájmu o fotografování se stal pokladníkem Pražské fotografické společnosti a staral se o veškeré její finance.

## Dílo
Když Antonín Tonder začal fotografovat, seznámil se s Josefem Sudkem, Jaromírem Funkem, Arnoštem Pikartem a dalšími fotografy.
Spolu se Sudkem byl jedním z účastníků zahraničních výstav. Obesílal soutěže švýcarského časopisu "Camera", kde získal několik cen a kde byly jeho práce reprodukovány. Zabýval se krajinou fotografií, piktorealistickými zátišími a pražskou pouliční fotografií.

## Výstavy
- Antonín Tonder: Fotografie, Uměleckoprůmyslové museum v Praze, Galerie Josefa Sudka, 8. října 2020 – 18. dubna 2021[p 1], kurátoři: Jan Mlčoch a František Javorský.[2]
- Klub přátel amatérské fotografie, 19. února – 12. března 1939, Knihovna Hl. města Prahy
- Fortieth Annual Toronto Salon of Photography, 28. srpna – 12. září 1931
- Fourth Annual Exhibition – Paris church hall, 18. až 30. dubna 1927
- Primer Salon Internacional Fotografico Del Uruguay – Montevideo, březen 1931

V roce 1934 byla jeho fotografie publikována v časopise American Photography.

## Galerie

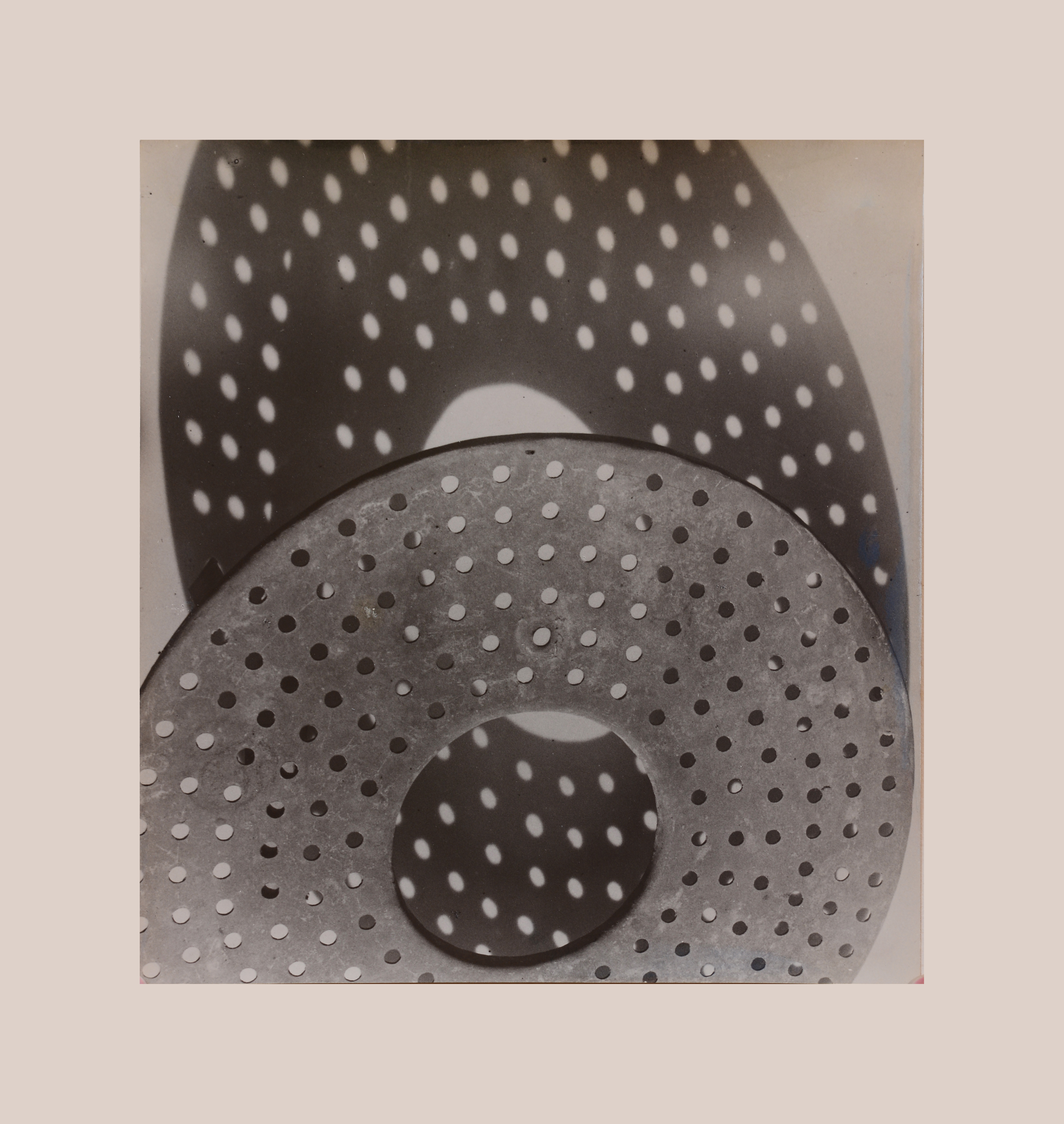
Stíny
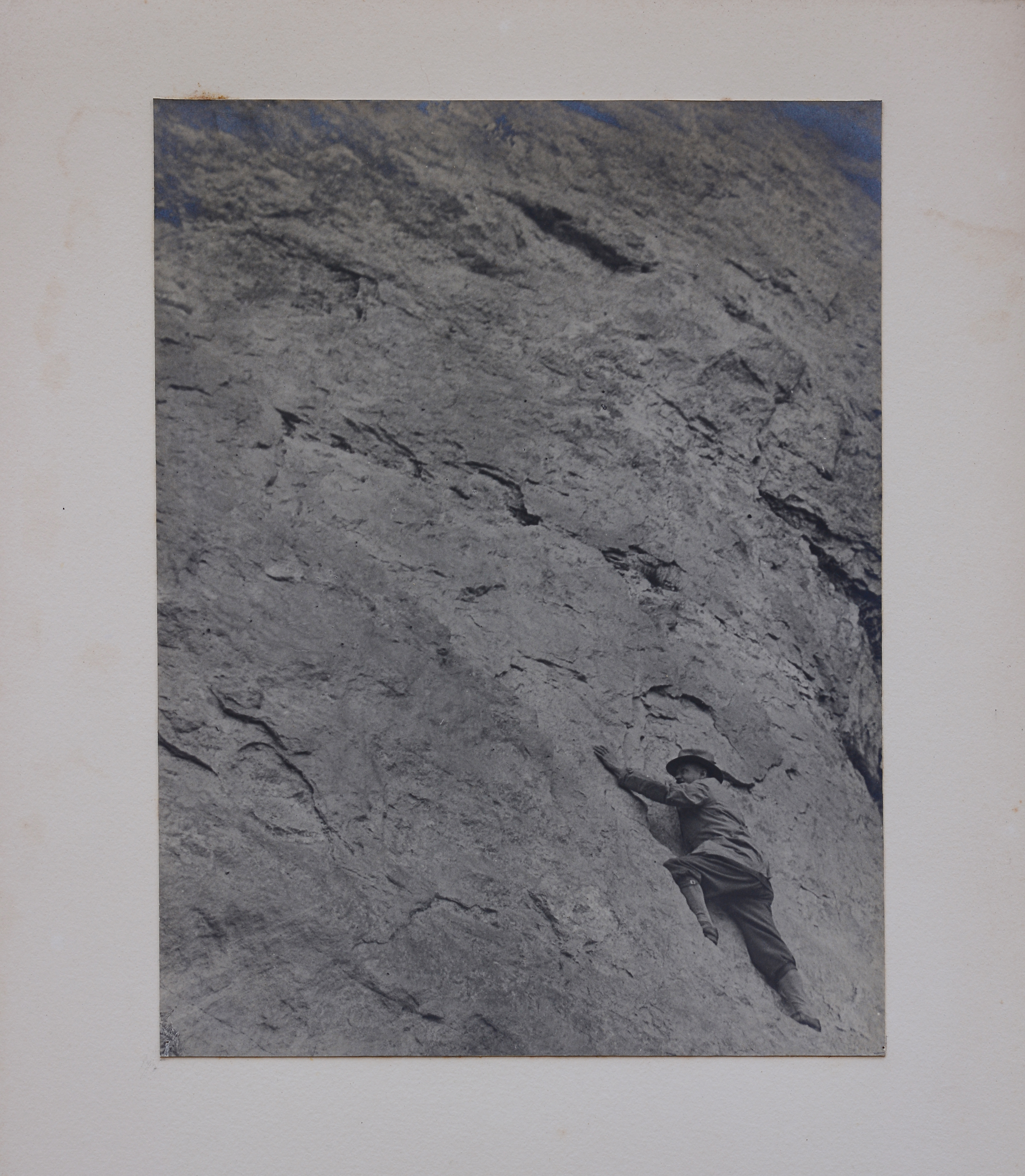